# Елементарна геометрија
Елементарна геометрија је геометрија одређена у основи групом кретања и групом сличности.
Међутим, садржај елементарне геометрије не исцрпљује се наведеним трансформацијама. У елементарној геометрији изучавају се такође трансформација инверзије, елементи сферне геометрије, елементи геометријских конструкција (конструктивна геометрија), теорија мерења геометријских величина и друге области математике. Међутим, не постоји чак ни приближно јасно скициран садржај елементарне геометрије. Елементарна геометрија попут других геометрија, наставља се развијати и данас. 
У средњој школи, елементарна геометрија се назива Еуклидова геометрија.